# Окладникова, Елена Алексеевна
Елена Алексеевна Окладникова (род. 13 октября 1951, Ленинград) — российский историк, археолог, социальный антрополог, доктор исторических наук, профессор. Автор 22 монографий и свыше 500 научных статей, в том числе в журналах «Советская археология», «Советская этнография», «Природа», сборнике «Археологические открытия», энциклопедии «Народы и религии мира».

## Биография
Дочь археологов А. П. Окладникова (1908—1982) и В. Д. Запорожской (1910—1985). Училась в школе № 217 Центрального района с 1 по 7 класс, в школе № 209 с 7 по 8 класс. После окончания уже в 238 школе с углубленным изучением английского языка старших классов поступила на факультет теории и истории искусства Института живописи, скульптуры и архитектуры им. И. Е. Репина (г. Ленинград) (1969).
После окончания вуза поступила в аспирантуру в Ленинградском отделении Института археологии АН СССР (ЛОИА АН СССР) (1974) (научный руководитель П. И. Борисковский). Защитила кандидатскую диссертацию «Наскальные изображения северо-западного побережья Северной Америки и их связи с петроглифами Северо-Восточной Азии и Дальнего Востока СССР» в ЛОИА АН СССР (1977) и докторскую диссертацию «Модель вселенной в системе образов наскального искусства тихоокеанского побережья Северной Америки» в Институте антропологии и этнологии им. Н. Н. Миклухо-Маклая РАН (г. Москва) (1995). В период обучения в аспирантуре активно занималась изучением наскального искусства Сибири, дальнего Востока и Горного Алтая. С 1977 года стала работать младшим научным сотрудником в секторе Этнографии Америки Музея антропологии и этнографии им. Петра Великого (Кунсткамера) РАН.
С 1997 года стала вести преподавательскую деятельность в качестве профессора на кафедре культурологии (с 1997), затем на кафедре социологии (с 2014) Российского государственного педагогического университета им. А. И. Герцена. Вела активную научную и экспедиционную работу. Автор 520 публикаций.
Со студенческой скамьи принимала участие в краеведческом движении: являлась членом Географического общества, сотрудничала с ВООПИК СССР, организовывала и проводила исследования социокультурного ландшафта Ленинградской области (с 2014).

## Преподавательская деятельность
Профессор Е. А. Окладникова читает курсы «Социология коммуникации», «Социология», «Социология гендера», «Социальная антропология», «Социология моды», руководит студенческими научно-исследовательскими экспедициями в Ленинградской области, аспирантскими и магистерскими диссертациями.
Её учебно-методическое пособие «Социология коммуникаций» рекомендовано УМО по направлениям социологического образования в качестве учебного пособия для студентов высших учебных заведений, обучающихся по направлению «социология».
Под её руководством защищено 7 кандидатских диссертаций. Елена Алексеевна является членом совета по защите докторских и кандидатских диссертаций при Российском государственном педагогическом университете им. А. И. Герцена и ЛГУ им. А. С. Пушкина. Она входит в редакционную коллегию международного рецензируемого журнала «Научный результат» Белгородского государственного университета.

## Научно-исследовательская деятельность
Е. А. Окладникова является автором 22 монографий, 6 учебных пособий. Ею опубликовано свыше 500 научных и научно-методических работ. С её именем связаны достижения в области истории и этнографии Сибири, Алтая, а также северо-запада РФ. Она внесла вклад в развитие науки о наскальном искусстве, этнографии, социальной антропологии. Елена Алексеевна принимала участие в международных и российских конференциях, с 2008 г. организует конференции «Homo eursicus: в глубинах и пространствах истории», с 2017 г. — конференцию «Социальная антропология города». Организует работу секции «Этнокультурное воспроизводство в условиях глобализации» в рамках Конгресса антропологов и этнографов России (с 2015). Она являлась руководителем исследований по теме «Социокультурный ландшафт Ленинградской области». Елена Алексеевна занимается полевыми исследованиями в Сибири, Латинской Америке (Венесуэла), а также на севере Ленинградской области г. Санкт-Петербурга. Она опубликовала серию монографий по истории и культуре сельских районов Северо-Запада РФ, используемых в реализации программ регионального развития.

## Награды
- 2010 — Почётный орденский знак: «За верность и любовь к отечеству»;
- 2017 — Золотая медаль European scientific and industrial consorcium;
- 2018 — Орден Петра Великого «И невозможное возможно»;
- 2018 — Золотая медаль « Livre Paris».

## Научные труды

### Книги
Монографии
- Загадочные личины Азии и Америки. Новосибирск: Наука,1977. 165 с.
- Окладникова Е. А., Окладников А. П. и др. Петроглифы р. Елангаша. Новосибирск, 1979. 137 с.
- Окладникова Е. А., Окладников А. П. и др. Петроглифы Горного Алтая. Новосибирск, 1980. 140 с.
- Окладникова Е. А., Окладников А. П. и др. Древние рисунки Кызыл-Келя. Новосибирск, 1983. 147 с.
- Окладников А. П., Окладникова Е. А. Заселение Земли человеком. — М.: Педагогика, 1984 (в сер. «Учёные — школьнику»);
- Петроглифы средней Катуни. Новосибирск, 1984. 110 с.
- Тропою Когульдея. Л., 1990. 190 с.
- Модель Вселенной в системе образов наскального искусства Тихоокеанского побережья Северной Америки (Проблема этнокультурных контактов коренного населения Северной Америки и аборигенов Сибири). СПб., 1995. 333 с.
- Традиционные культуры Северной Америки как цивилизационный феномен. СПб., 2003. 542 с.
- Управление развитием социальной сферы региона: социологический анализ. СПб.: Изд-во КОПИ-ПРИНТ, Рязань, 2009, 540 с. (в соавторстве с К. М. Оганяном, С. В. Бойко и др.).
- Наркотизм как социальное явление: миф или реальность. Череповец: ИНЖЕКОН-Череповец, 2010. 240 с. (в соавт. с К. М. Оганяном, Ю. В. Верминенко и др.)
- Сакральный ландшафт: теория и эмпирические исследования. М.-Берлин: Директ-Медиа, 2014. 230 с.
- Трудовая миграция в нарративах жителей Санкт-Петербурга: этнофобии, конфликты, технологии толерантности. М.: Директ-Медиа, 2015. 272 с.
- «Деревенька моя»: образ поселения глазами жителей Лаголовского поселения. СПб, L-Print, 2017.
- Комсомол в воспоминаниях жителей Ленинградской области. СПб: Л-Принт, 2018, 210 с.
- Социальная история птицефабрики «Лаголово» глазами местных жителей. СПб.: Л-Принт, 2019, 421 с.

Учебные пособия
- Америка, Австралия, Океания, Азия, Африка. СПб., 2003. — 413 с.
- Этносоциология (теория этнических ценностей). СПб: СПбГИЭУ, 2006. — 170 с.
- Социология культуры. СПб: Бизнес-пресса, 2008. — 310 с.
- Трудовая миграция: теории и практика. М.- Берлин: Директ-Медиа, 2014. — 66 с.

### Избранные научные и энциклопедические статьи
- Окладникова Е. А. Новые данные по первобытному искусству Аляски // Советская археология. — 1978. — № 2. — С. 304—312.
- Окладникова Е. А., Ступников Р. Н. Петроглифы Кабардино-Балкарии // Археологические открытия 1977 года. — М.: Наука, 1978. — С. 134.
- Окладникова Е. А. Череповидные маски-личины Сакачи-Аляна // Природа. — 1980. — № 8. — С. 96—101.
- Окладникова Е. А. Рец. на: Дэвлет М. А. Петроглифы Мугур-Саргола. М.: Наука, 1980. 271 с. // Советская этнография. — 1982. — № 5. — С. 163—165.
- Окладникова Е. А., Курылёв В. П. Объединённая научная сессия ленинградских этнографов, посвящённая 60-летию образования СССР // Советская этнография. — 1983. — № 4. — С. 131—133.
- Окладникова Е. А. Наскальные рисунки долины р. Елангаш // Археологические открытия 1983 года. — М.: Наука, 1985. — С. 234—236.
- Окладникова Е. А. Пейотизм // Народы и религии мира. Энциклопедия / Гл. ред. В. А. Тишков. — М.: Большая Российская энциклопедия, 1998. — С. 791. — 928 с. — ISBN 5-85270-155-6.
- Окладникова Е. А. Томаноус // Народы и религии мира. Энциклопедия / Гл. ред. В. А. Тишков. — М.: Большая Российская энциклопедия, 1998. — С. 838. — 928 с. — ISBN 5-85270-155-6.
- Окладникова Е. А. Шейкеризм // Народы и религии мира. Энциклопедия / Гл. ред. В. А. Тишков. — М.: Большая Российская энциклопедия, 1998. — С. 877. — 928 с. — ISBN 5-85270-155-6.